# Уканц
Уканц (словен. Ukanc) је насељено место у општини Бохињ, Горењска регија, Словенија.

## Историја
До територијалне реорганизације у Словенији био је у саставу старе општине Радовљица.

## Становништво
У попису становништва из 2011. године, Уканц је имао 44 становника.
| Број становника према пописима | Број становника према пописима | Број становника према пописима |
| ------------------------------ | ------------------------------ | ------------------------------ |
| 1991                           | 2002                           | 2011                           |
| 31                             | 41                             | 44                             |

## Галерија
- Бохињско језеро
- станови
- детаљ из насеља
- архитектура
- детаљ
- сеоски детаљ
- Јулијске Алпе
- алпски пејзаж
- стари мост
- Подрта гора
- пут до извора
- коћа под Богатином
- планинарски дом  „Коча“ код Савице
- планински пут
- Триглавска језера
- Триглав, Чрно језеро
- Триглав, Двојно језеро
- пут до извора Савице
- детаљ из Националног парка Триглав
- поглед на Триглав
- шумска стаза
- спомен-плоча
- пут кроз село
- војно гробље погинулих у Првом светском рату